# 西乃ころね
西乃 ころね（にしの ころね）は日本の女性声優。主にアダルトゲームに出演している。

## 人物
- 名前の「ころね」はチョココロネが好きなことから。
- 愛称はころねぱんを略して「ころぱん」。名付け親は声優で友達の藤森ゆき奈。
- 美少女ゲームイベントや販促イベント、インターネット番組などにも出演している。

## 出演作品
太字は主役・メインキャラクター

### PCゲーム

#### 2012年
- いたずらっ娘 〜うちの娘にかぎって〜（御子神 綾[1]）
- LOVELY QUEST（理事長[2]）
- 巨乳×催眠 -これがホントのJK! 巨乳姉妹とぷるるん催眠性活-（桐ヶ丘 朱音[3]）
- JKとオーク兵団 〜悪豚鬼に凌虐された聖女学園〜（三浦 紗英）
- 恋剣乙女（その他）[4]

#### 2013年
- めいどに逝った母さんがメイドになって還ってきた（白桔梗[5]）
- お嬢様はご機嫌ナナメ（その他）[4]
- あいこみゅ!! -IDOL Communication-（壱岐 サツキ[6]）
- フレラバ 〜Friend to Lover〜（綾部 まひろ[7]）
- 妹CHU☆ #01 素直いもうとの章（佐倉守 詩織）
- 神待ち少女と泊め男 〜家出むすめに種付け中〜（田村 鈴乃[8]）
- 改造少女 〜ロボっ娘とのいちゃいちゃ性活〜（フェール[9]）
- ノブレスオブルージュ（朱雀大路 蛍羽[10]）
- HOUND -Targeting Hunting-（相川 ナタリー[11]）
- つよきすNEXT（村田 華砲）[12]

#### 2014年
- 愛サレるームメイト（獅堂 愛紗）[13]
- 少女教育（白石 那奈）[4]
- 炎の孕ませ乳ドルマイ★スター学園Z（松田 勇歌理）[14]
- こいなか -小田舎で初恋×中出しセクシャルライフ-（岡崎 エリナ）[15]
- 隠恋ぼ〜二人だけのヒミツの時間〜（前原 かのん）[16]
- 彼女が俺にくれたもの。 俺が彼女にあげるもの。 〜KISS My Darling：めちゃ婚 case3〜（小縞 愛鈴）[17]
- あの晴れわたる空より高く（明里 光）[18]
- パサージュ! 〜passage of life〜（奈佐原 結衣）[19]
- すたーらいと☆アイドル -Colorful Top Stage!-（黄泉川 愛奈）[20]

#### 2015年
- じゅ〜にんかんり! 〜10人の乙女に愛の手を〜（舞原 奏）[21]
- 戦極姫6〜天下覚醒、新月の煌き〜（宇喜多 秀家、島津 家久、下間 頼廉、太原 雪斎）[22]
- シロガネ×スピリッツ!（草壁 聖）[23]
- ツゴウノイイアイドル（浅香 明菜）[24]
- 神楽花莚譚（藤原 貴夜）[25]
- こいなかlovers（岡崎 エリナ）[26]
- 三極姫4〜天下繚乱 天命の恋絵巻〜（陸遜伯言）[27]
- 通心ぼ〜ママにもナイショの時間割〜（橋本 えみ）[28]
- こころリスタ!（友部 成実）[29]
- つよきすFESTIVAL（村田 華砲）[30]

### コンシューマーゲーム
- Friend to Lover 〜フレラバ〜（綾部 まひろ）[31]
- シロガネ×スピリッツ!（草壁 聖）[32]

### 同人作品
- 胎孕の双子の魔法少女リンとマユラ〜戦士の子宮は汚液で満たされ魔を孕む〜（リン、マユラ）[33]

### OVA
- BUST TO BUST -ちちはちちに- 続続・ちょっとくらい腐ってるのが美味いんですよ?（スージー・フジカワ）[34]

### 歌
- 〜Kiss My Darling!〜（彼女が俺にくれたもの。 俺が彼女にあげるもの。 オープニングテーマ）
  - 歌：辺銀つばさ（早瀬ゃょぃ）、キャロット・ル・アンゴラ（新堂真弓）、小縞音々子（上田朱音）、小縞愛鈴
- Let's JAM!!（『すたーらいと☆アイドル -Colorful Top Stage!-』主題歌）
  - 歌：CRESCENT（赤崎希望（佐倉もも花）、黄泉川愛奈、橙野純（朝香ナツ）、津嘉田翠（葉市憂）、水無瀬藍華（橘まお））
- 偶像嗜好（『ツゴウノイイアイドル』オープニングテーマ）
  - 歌：φ's（斎藤美穂（藤森ゆき奈）、南野今日子（田中理々）、浅香明菜）

### イベント出演
- 美少女ゲームフェア キャララ!!
- バナバン☆あ〜る!!-もえげーハンターGすぺしゃる。-（2014年10月11日）